# Солнцев, Константин Александрович
Константи́н Алекса́ндрович Со́лнцев (род. 29 марта 1950, пгт. Панино, Воронежская область) — советский и российский химик, доктор химических наук, академик РАН (2006), лауреат Государственной премии Российской Федерации, и. о. декана факультета наук о материалах МГУ, научный руководитель Института металлургии и материаловедения им. А. А. Байкова РАН. В июне 2024 года  Гагаринский суд признал академика Константина Солнцева виновным в хищении 168,7 млн руб. из средств Академии наук (ст. 159 УК РФ), а также отмывании из этой суммы 16,2 млн руб. через счета ООО «Возрождение» (ст. 174.1 УК РФ) и приговорил к 5 годам и возмещению ущерба.   

## Биография
Окончил МИТХТ (1973). В 1976 году защитил кандидатскую диссертацию «Структура и физико-химические свойства додекагидро-клозо-додекаборатов щелочных и щелочноземельных металлов».
С 1980 года — ведущий научный сотрудник Института общей и неорганической химии им. Н. С. Курнакова РАН. Директор Института физико-химических проблем керамических материалов РАН (1998—2007), с 2007 года — директор Института металлургии и материаловедения им. А. А. Байкова.
Заместитель президента РАН — управляющий делами РАН (2001—2015), входит в состав Учёного совета МГУ, иностранный член Китайской академии инженерии. Главный редактор журнала «Неорганические материалы».
С 2021 г. находится под следствием по обвинению в мошеннических действиях. Гагаринский районный суд г. Москвы, согласившись с доводами защиты, возвратил в июле 2023 года уголовное дело прокурору для устранения существенных недостатков в обвинении и расследовании

## Основные работы
- Развитие концепции ароматичности. Полиэдрические структуры. М., 2009 (в соавт.).

## Награды
- Государственная премия Российской Федерации в области науки и техники за цикл работ «Химия карборанов и полиэдрических боранов» (1996).
- Орден «За заслуги перед Отечеством» IV степени (2010).